# Spartax João Pessoa Futebol Clube
Spartax João Pessoa Futebol Clube é  um clube de futebol profissional situado na cidade de João Pessoa, capital do estado da Paraíba. Atualmente disputa a Segunda Divisão do Campeonato Paraibano.
Fundado em 11 de novembro de 2011, apesar de tentar de imediato a filiação apresentando toda a sua documentação em ordem a Federação Paraibana de Futebol, só teve aceitação em fevereiro de 2014, como equipe amadora. O time se profissionalizou em julho do mesmo ano e disputou a Segundona 2014, no Grupo do Litoral, com mais três equipes: Lucena (atual São Paulo Crystal), Miramar e Femar, sendo o terceiro classificado no seu grupo, na primeira fase, não se classificando para as fases finais do campeonato, do seu grupo saíram as duas equipes que subiram para a primeira divisão (Lucena e Miramar).

## Títulos
| Estaduais | Estaduais                  | Estaduais | Estaduais  |
|           | Competição                 | Títulos   | Temporadas |
| --------- | -------------------------- | --------- | ---------- |
|           | Paraibano Terceira Divisão | 1         | 2021       |

## Treinadores
- Lauro Carvalho (2014)
- Orlando Caulin (2016)
- Carlos Gutemberg (2016)
- Cassius Manga (2017)
- Neto Dóia (2018)
- Carlos Gutemberg (2021)
- Merro Oliveira (2022)
- Wagner Carioca (2023)
- Eduardo Clara (2024–)

## Símbolos

### Cores
Em homenagem à cidade de João Pessoa, suas cores oficiais são vermelho, branco e amarelo-ouro (esta última, referência ao Sol que nasce primeiro na capital paraibana).

### Nome
O nome tem inspiração na mítica cidade Grega de Sparta, onde ocorreu a famosa Batalha das Termópilas, onde os 300 Guerreiros Espartanos, liderados pelo Rei Leônidas enfrentou heroicamente até a morte o número (30 mil soldados e ferras dos quatro rincões do Mundo) e poderoso Exército do Império Persa do Rei Xerxes I. A sangrenta batalha durou três dias e se desenrolou no desfiladeiro das Termópilas ('Portões Quentes') em agosto ou setembro de 480 a.C. Mas o nome 'Sparta' é registrado pelo Sparta de Roterdã, na Holanda, dai as mudanças de grafias nos Spartas pelo Mundo: FC Spartak Moscou, Spartak Sofia, e outros, por isto teve o acréscimo da letra "X" no fim, se tornando Spartax. O nome da cidade (João Pessoa) também foi incorporada no nomenclatura oficial, e a equipe é denominada Spartax João Pessoa Futebol Clube.